# KK Budućnost
El KK Budućnost (Košarkaški klub Budućnost en montenegrí) és un club de bàsquet amb seu a la ciutat de Podgorica (Montenegro). Forma part del club poliesportiu SD Budućnost. Participa en la lliga montenegrina, en la Lliga Adriàtica i en l'Eurocup, i juga els seus partits al Sportski centar Morača
Va ser fundat l'any 1949 i és el principal club de bàsquet de Montenegro.
L'equip femení és conegut com ŽKK Budućnost

## Palmarès masculí
- Lliga Adriàtica
  - Campions (1): 2017-18
  - Finalistes (1): 2018-19
- Supercopa Adriàtica
  - Finalistes (2): 2017, 2018
- Lliga montenegrina
  - Campions (12): 2006-07, 2007-08, 2008-09, 2009-10, 2010-11, 2011-12, 2012-13, 2013-14, 2014-15, 2015-16, 2016-17, 2018-19
  - Finalistes (1): 2017-18
- Copa montenegrina
  - Campions (8): 2006-07, 2007-08, 2008-09, 2009-10, 2010-11, 2011-12, 2013-14, 2014-15, 2015-16, 2016-17, 2017-18, 2018-19, 2019-20
  - Finalistes (1): 2012-13
- Lliga serbo-montenegrina
  - Campions (3): 1998–99, 1999–00, 2000–01
  - Finalistes (1): 2001–02
- Copa serbo-montenegrina
  - Campions (3): 1995-96, 1997-98, 2000–01
  - Finalistes (1): 2001–02

## Palmarès femení
- Lliga Adriàtica
  - Campiones (3): 2015–16, 2017–18, 2019–20
  - Finalistes (1): 2018–19
- Lliga montenegrina
  - Campiones (10): 2007, 2008, 2012, 2013, 2014, 2015, 2016, 2017, 2018, 2019
- Copa montenegrina
  - Campiones (11): 2007, 2008, 2012, 2013, 2014, 2015, 2016, 2017, 2018, 2019, 2020
- Lliga serbo-montenegrina
  - Campiones (2): 2002, 2003
- Copa serbo-montenegrina
  - Campiones (2): 2002, 2003